# Stefano Bianchini
Stefano Bianchini (Pavia, 13 de maio de 1970) é um matemático italiano.
Bianchini obteve um doutorado em 2000 noa Scuola Internazionale Superiore di Studi Avanzati (SISSA) em Trieste, orientado por Alberto Bressan, com a tese On Singular Approximations to Hyperbolic Systems of Conservation Laws.
Recebeu o Prêmio EMS de 2004 e foi palestrante convidado no 4º Congresso Europeu de Matemática (Singular approximation to hyperbolic systems of conservation laws in one space dimension). Foi palestrante convidado do Congresso Internacional de Matemáticos em Madrid (2006).